# Vera Kolesnikova
Pour les articles homonymes, voir Kolesnikova.
Vera Kolesnikova, née le 7 octobre 1968 à Perlevka (ru), est une gymnaste artistique soviétique.
Elle est la mère de la gymnaste Viktoria Komova.

## Palmarès

### Championnats du monde
- Montréal 1985
  -  médaille d'or au concours par équipes